# Кафедра електронного машинобудування Національного університету «Львівська політехніка»
Катедра електронного машинобудування (ЕМБ) Національного університету «Львівська політехніка» перейменована у катедру проєктування та експлуатації машин з 24 червня 2014 року.

## Загальна інформація
Катедра проєктування та експлуатації машин (абревітура — ПЕМ) — навчально-науковий підрозділ Національного університету "Львівська політехніка". катедра входить до складу Інституту інженерної механіки та транспорту.

Завідувач кафедри — проф., д.т.н. Стоцько Зіновій Антонович.
 
Заступник завідувача — доц., к.т.н. Шеремета Роман Микитович [Архівовано 27 жовтня 2012 у Wayback Machine.].

## Історія катедри
Катедра проєктування та експлуатації машин створена у 1962 році під назвою «Напівпровідникове та електровакуумне машинобудування» (абревіатура — НЕМ) шляхом реорганізації кафедри технології машинобудування та кафедри металорізальних верстатів і інструментів.
У грудні 1964 р. відбувся перший випуск фахівців із спеціальності «Напівпровідникове та електровакуумне машинобудування». У 1965 р. створені три науково-дослідні лабораторії: автоматизація виробничих процесів в приладобудуванні, плівкових покрить, вакуумної техніки. У 1966 р. на базі кафедри відкрита аспірантура. Тривалий час (1979—1987 р.р.) діяла філія кафедри на ВО «Кінескоп». З 1977 до 1991 р. діяла галузева лабораторія «Герметизація пневмогідроагрегатів».
В 1992 р. кафедру НЕМ перейменовано у Кафедру електронного машинобудування. У квітні 1999 року на кафедрі була відкрита спеціальність «Обладнання переробних та харчових виробництв», і вже в грудні 2001 року відбувся перший захист дипломних проєктів з нової спеціальності.
Станом на 2019 рік катедра проєктування та експлуатації машин входить до складу Інституту інженерної механіки та транспорту Національного університету «Львівська політехніка». На кафедрі працює 18 співробітників, з них — 12 викладачів.
За період 1963—2013 років катедра підготувала 2433 фахівців за спеціальністю «Напівпровідникове та електровакуумне машинобудування» («Електронне машинобудування»). З них 2024 — на стаціонарному відділенні, 300 — вечірньому, 45 — заочному, а також 64 магістри. У 1995—2013 роках за спеціальністю «Обладнання переробних та харчових виробництв» катедра підготувала 193 фахівця, з яких 72 магістри.
24 червня 2014 року перейменована у Кафедру проєктування та експлуатації машин.

## Досягнення

Циклофазотрон термоядерної системи "Токамак-3ТМ"

У науково-дослідних лабораторіях кафедри розроблено і виготовлено понад 80 одиниць унікального технологічного обладнання для дослідження електронно-оптичних систем, ущільнюючі високовакуумні з’єднання циклофазотрона першої у світі термоядерної системи "Токамак Т-3", високовакуумні системи життєзабезпечення космічних апаратів, комплект прецизійних пристроїв і установок для виготовлення плівкових покрить, а також обладнання для пакування виробів у термоусадочну плівку, машини для різання хлібобулочних виробів.
Виконано ряд держбюджетних науково-дослідних робіт в галузі теоретичних основ моделювання і проєктування вібраційних машин об’ємної обробки виробів з дебалансним приводом. Розроблено більше десяти рекомендаційних керівних технічних матеріалів та галузевих стандартів з розробки ущільнюючих вузлів для вакуумних систем та систем високого тиску.
Співробітниками кафедри отримано понад 100 авторських свідоцтв та патентів на винаходи, опубліковано 10 монографій і навчальних посібників, понад 450 наукових праць.

## Відомі випускники кафедри
1. Пальчевський Богдан Олексійович (1967) — доктор технічних наук, професор, завідувач кафедри пакування і автоматизації виробничих процесів Луцького національного технічного університету (Україна) [3].
2. Стоцько Зіновій Антонович (1964) — доктор технічних наук, професор, директор Інституту інженерної механіки та транспорту Національного університету «Львівська політехніка» з 2001 до 2014 року (Україна).
3. Огар Петро Михайлович (1974) — доктор технічних наук, професор, проректор з наукової роботи Братського державного університету (Російська Федерація) [4].
4. Приставський Павло Андрійович — к.е.н., президент ПАТ «Іскра».
5. Стратонов Сергій Анатолійович — голова Спостережної ради ПАТ «Універсал Банк».
6. Козіброда Ярослав Іванович — віце-президент ПАТ «Іскра».
7. Ждиняк Зіновій Іванович — директор ТзОВ «Завод «Електропобутприлад».
8. Краєвський Володимир Йосипович — директор ПАТ «Концерн-Хлібпром».
9. Долотов Олексій Митрофанович — д.т.н., професор Братського державного університету (РФ).

## Навчальний центр "Комп’ютерні технології проєктування і обробки виробів"
Навчальний центр "Комп’ютерні технології проєктування і обробки виробів" (абревіатура — НЦ КТПОВ) створений на кафедрі у 2009 р. на підставі Договору про співробітництво між вищими навчальними закладами України і компанією Delcam plc. (Велика Британія) в рамках єдиного проєкту «Передові комп’ютерні технології для університетів України» .
Метою діяльності навчального центру є підвищення якості підготовки студентів і аспірантів механічних та машинобудівних спеціальностей, популяризація сучасних інформаційних технологій автоматизованого проєктування і виготовлення виробів, проведення фундаментальних і прикладних наукових досліджень.
Робота студентів Андрія Сагеля та Миколи Канціра, виконана у НЦ КТПОВ під керівництвом доцента кафедри Володимира Майструка і старшого викладача Михайла Бойка, відзначена в числі десяти найкращих робіт з України і Росії на XI Міжнародному конкурсі на іменні премії Delcam (2011). На урочистість з нагоди вручення нагород студентів та представників Львівської політехніки запросили до Києва у резиденцію Посла Великої Британії в Україні. В заході взяли участь Посол Великої Британії Лі Тернер, директор компанії Delcam Хью Хамфріс, перший заступник міністра освіти і науки, молоді та спорту Євген Суліма, ректори університетів України, координатор проєкту Наталія Погодаєва (Москва) та багато відомих українських учених .

## Напрями і спеціальності, за якими здійснюється підготовка фахівців
Бакалаври

6.050503 — Машинобудування .
Спеціалісти

7.050503.07 — Обладнання електронної промисловості.

7.050503.13 — Обладнання переробних і харчових виробництв.
 
7.050503.16 — Обладнання легкої промисловості і побутового обслуговування.
Магістри

8.050503.07 — Обладнання електронної промисловості.
 
8.050503.13 — Обладнання переробних і харчових виробництв.

8.050503.16 — Обладнання легкої промисловості і побутового обслуговування.